# Obol (monedă)

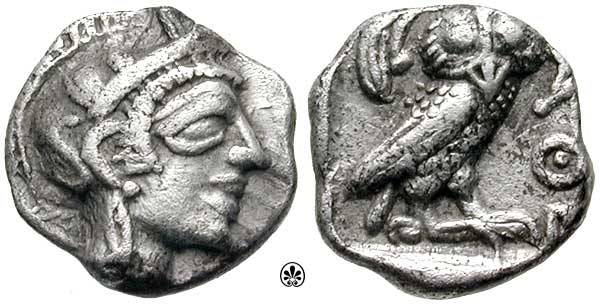
Obol atenian posterior anului 449 î.Hr.

Obolul (la plural oboli) este o unitate monetară care a circulat în Grecia Antică, apoi în Europa Evului Mediu, precum și în Europa modernă.

## Etimologie
Substantivul din română obol este un împrumut din franceză obole, eventual din latină obolus, iar cuvântul francez obole este împrumutat din latină: obolus, eventual din limba greacă veche: ὀϐολός / obolos. 

## Obolul antic

### Obolul monedă antică
Obolul (substantiv de genul masculin; iar la plural: oboli) este numele unei vechi monede, de mică valoare, folosită în Antichitatea greacă.

### În lumea antică greacă

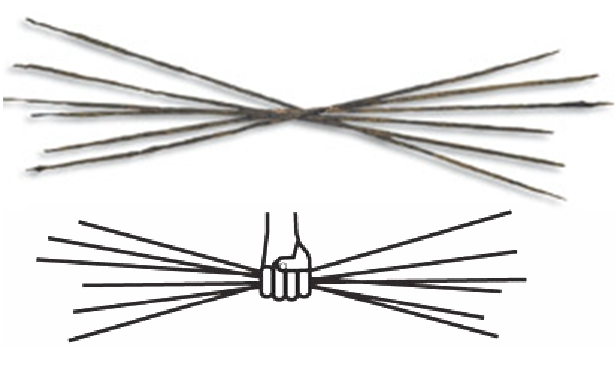
Sus: Șase tije (frigări), numite obeloi (sau oboloi), expuse la Numismatic Museum of Athens, descoperite la Heraion în Argos. Jos: un mănunchi de șase tije (frigări) oboloi formând o drahmă „mână”

Obolul (în limba greacă veche ὀϐελός  /  obelós, iar în greaca veche attică ὀϐολός /  obolós,  la plural ὀβολοί, transliterat [oboloí], mai întâi cu sensul de „frigare”) este o monedă din Grecia antică, care valora 1/6 dintr-o drahmă. 
În etalonul monetar atenian, obolul cântărea 0,72 grame. Era divizat în opt chalki. În etalonul eginetic, utilizat în Peloponez, obolul cântărea 1,04 grame, Mai întâi a fost bătut din argint apoi, începând din epoca elenistică, din bronz. Potrivit lui Plutarhspartanii utilizau în perioada clasică o monedă de fier. El explică și etimologia cuvintelor obol: „frigare” și drahmă: „mână”: în trecut, grecii foloseau bare de fier sau de bronz drept monedă .
Iată multiplii și subdiviziunile obolului:
- tetrobol - 4 oboli
- triobol (sau hemidrachme) - 3 oboli
- diobol - 2 oboli
- obol
- trihemiobol - 1 ½ obol
- tritartemorion - 3/4 obol
- hemiobol - 1/2 obol
- trihemitartemorion - 3/8 obol
- tetartemorion - 1/4 obol
- hemitartemorion - 1/8 obol ( = 1 chalk)

#### Prețuri exprimate în oboli
- 1 litru de ulei de măsline: 2 oboli
- 1 mică amforă: 2 oboli
- Taxă de participare la o activitate publică: 3 oboli

#### Monede folosite în Atena antică clasică
- 1 talant = 60 mine = 3.000 de stateri = 6.000 de drahme = 36.000 de oboli
- 1 mină = 50 de stateri = 100 de drahme = 600 de oboli
- 1 stater = 2 drachme
- 1 drahmă = 6 oboli
- 1 obol = 8 chalkoi

#### Moneda lui Charon
În Grecia Antică, se punea sub limba unei persoane decedate o monedă, de obicei un obol până la trei oboli, întrucât, în mitologia greacă, Charon, luntrașul lui Hades, îi trece pe cei proapăt morți peste râul Acheron (sau potrivit altor surse peste  Styx), dacă își puteau plăti călătoria. Se spune că cei care nu puteau plăti pribegeau o sută de ani pe malul râului Acheron, revenind uneori și perturbând viața celor rămași în viață.

### În lumea romană
În sistemul monetar roman, obolul valora a patruzeci și opta parte dintr-o uncie, adică 0,57 grame de aur, însă nu a luat niciodată forma unei monede metalice.

## Obolul medieval și modern
Obolul medieval (în latină obolus, substantiv de genul masculin) era o valoare de cont și o monedă de cupru divizionară a denierului, având valoarea unei jumătăți de denier. Obolul medieval urmează, prin urmare, fluctuațiile denierilor atât ca valoare cât și ca greutate sau ca titlu de metal prețios. Abrevierea sa în texte este un o barat sau literele ob.

### Obolul medieval
În Evul Mediu, obolul era evaluat la o jumătate de denar. În Flandra și în Franța obolul mai era cunoscut sub numele de maille, în Țările de Jos de Nord ca Mite dublu, în timp ce în Anglia s-a dezvoltat ca jumătate de penny (Halfpenny). În timp ce în Europa Occidentală obolul a dispărut treptat, ca urmare a a unei mari inflații, în Europa Răsăriteană, obolul a dăinuit mult mai mult timp: ultimii oboli au fost emiși în Ungaria, în 1705, iar în Insulele Ioniene, până prin 1863, când au fost înlocuiți de drahma grecească.

#### În Franța

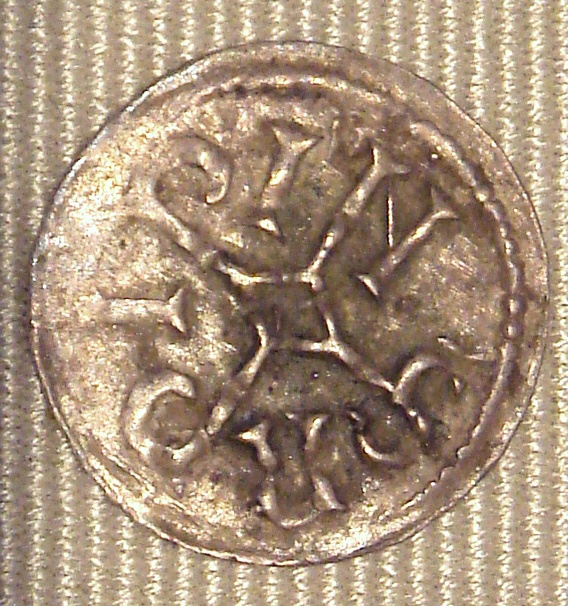
Obol emis sub Pepin al II-lea al Aquitaniei, prin anii 845-848

Vreme îndelungată, s-a crezut că obolul, în Franța, fusese creația secolului al IX-lea, dar cercetări recente au arătat că obolii au existat încă de la sfârșitul perioadei merovingiene  și începutul perioadei carolingiene . Acești oboli din secolul al VIII-lea au particularitatea de a fi bracteați și cu o singură față, contrar tradiției franceze posterioare lor, începând din secolul al IX-lea, cu un diametru mai mic decât denierii, însă bătuți pe cele două fețe.
În Franța, obolul valora 4/8 de denier, pita 2/8, iar semipita 1/8. Atunci când se anunța un preț, după ce se spuneau livrele, sols și denierii, se enunțau fracțiunile de denieri, în oboli, pite și semipite. .  
Începând din secolul al XVII-lea, cum denierul, și prin urmare obolul, cunoscuse o devalorizare continuă de-a lungului întregului Ev Mediu, cuvântul obol s-a întrebuințat cu sensul de „sumă de bani minimă”, apoi, din secolul al XIX-lea, cu sensul de „cadou de mică valoare”.

### Obolul modern
Începând cu anul 1819, autoritățile britanice au pus în circulație, în Insulele Ioniene, o monedă metalică, cunoscută sub denumirea de obol ionian. Această monedă a fost înlocuită cu drahma greacă, atunci când a fost realizată unirea Insulelor Ioniene cu Grecia. 
În Grecia modernă, obolul reprezintă un decigram (0,1 g), dar în sens figurat, prin obol se înțelege o contribuție mică în bani. Un sens identic îl întâlnim și în alte limbi moderne, printre care și limba română; în acest caz, substantivul românesc obol este de genul neutru, iar pluralul său este oboluri.